# جيمي أورموند
جيمي أورموند (20 أغسطس 1977 - ) (بالإنجليزية: James Ormond)‏ هو لاعب كريكت بريطاني. شارك مع منتخب إنجلترا للكريكت.

## وصلات خارجية
- جيمي أورموند على موقع إي آس بي آن كريك إنفو (الإنجليزية)